# معداد

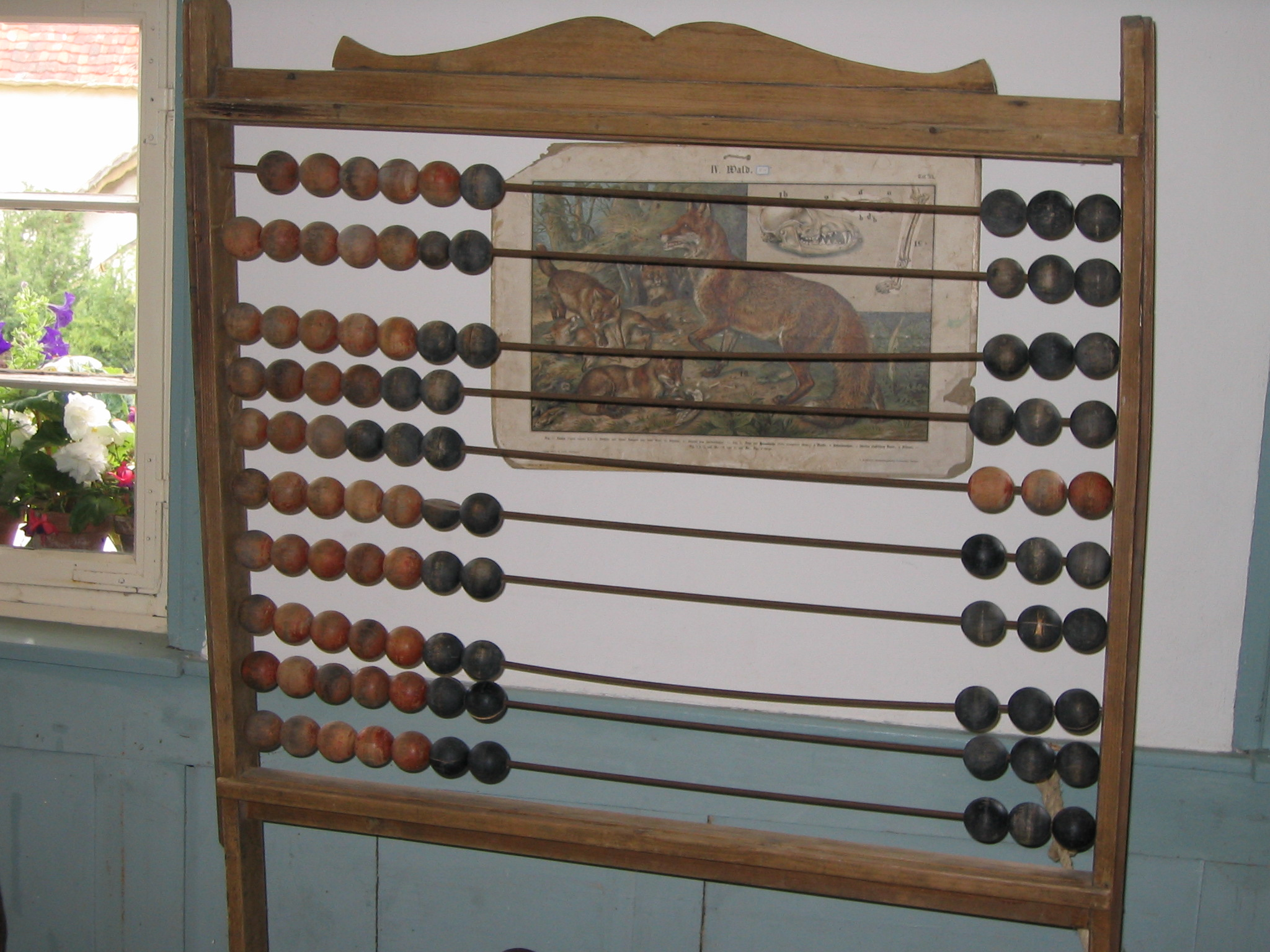
المعداد الخشبي أو المحسبة اليدوية.

المِعْدَاد أو العَدَّاد (الجمع: عَدَّادَات) يسمى أيضًا إطار العد، هو حاسبة يدوية تتكون من آطار خشبي على شكل مستطيل يصل بين ضلعيه أسلاك يختلف عددها حسب الحاجة إلى عدد المراتب المطلوبة من الناتج، وينظم في هذه الأسلاك خرزات سهلة الحركة ويختلف عددها باختلاف نظام العد المستعمل وهو على الأغلب حسب النظام العشري للعد، وتستخدم في كثير من البلدان. كانت تستخدم في أوروبا، الصين وروسيا قبل قرون من اعتماد نظام العد الهندي العربي المكتوب. لا يزال الأصل الدقيق للمعداد غير معروف حتى يومنا الحالي.
يصنع إطار المعداد هذة الأيام من الخيزران مع حبات للانزلاق على الأسلاك، لكن في الماضي كانت حبوب الفاصوليا أو الحجارة الصغيرة تتحرك في أخاديد من الرمال أو على ألواح من الخشب، الحجر أو المعدن.
للمعداد العديد من الأشكال، فعلى سبيل المثال تستخدم بعض التصاميم، إطار مقسم لعشرة أقسام يستخدم بشكل أساسي لتعليم الحساب، ما زال يستخدم هذا النوع في الدول التي إنشقت من الإتحاد السوفيتي حتى وقت قريب. يوجد أيضا التصميم الياباني، الذي يستخدم في العمليات الحسابية التي تتكون من عدة أرقام. مهما إختلفت التصاميم، فإنها تتشابهة دائما في وجود العديد من الطرق المختلفة لإجراء العمليات الحسابية البسيطة كالجمع، الطرح، الضرب والقسمة وحتى العمليات الأكثر تعقيدا كإيجاد الجذر التربيعي والتكعيبي. ولكن تتميز بعض التصاميم في قدرتها على التعامل مع الأرقام غير الطبيعية (ارقام مثل 1.5 و 3⁄4).
استخدمها الإغريق والرومان والصينيون واليابانيون وبعض البلدان الأوروبية قبل وصول نظام الحساب العربي إلى أوروبا في القرن 13 الميلادي. وكان يجري العد والحساب من خلال لوحة العد حيث تجري فيها عمليات الجمع والطرح والضرب والقسمة.
وفي اليونان القديمة كان المعداد عبارة عن لوح مربع من الحجر مغطى بطبقة رقيقة من الرمال الناعمة تستخدم لأجراء عمليات العد والحساب بالرسم على الرمال ثم تمحى. وهناك ارتباط أيضاً للكلمة بالعبرية (أبق אבק) وتعني التراب والتي تشير إلى لوح الرسم المغطى بالتراب. أما العداد أو المحسبة الذي نعرفه اليوم هو وسيلة حساب يدوية تستعمل اليوم لتعليم الحساب للأطفال في المراحل الابتدائية.
تطور المحسبة اليدوية أو المعداد خلال الزمن وأصبح هناك أكثر من نسخة (نسخة صينية ونسخة يابانية، وغيرها)، ويتم استخدام المعداد في التدريب على الحساب الذهني من خلال أكاديميات معتمدة عالمياً تجمعها جمعية عالمية مقرها في بكين اسمها WAAMA تضم هذه الجمعية العالمية الواقعة في الصين 50 أكاديمية عضو حول العالم من دول موزعة في جميع القارات وتقيم الجمعية مسابقات عالمية بين الطلبة والطالبات من الأكاديميات الخمسين الموزعين في أغلب دول العالم تقريباً. واليوم تجري أيضاً في اليابان وغيرها من الدول مسابقات بين أطفال المدارس في حساب أعداد كبيرة باستخدام المعداد في أقل زمن ممكن. حتى مع انتشار الآلات الحاسبة وأجهزة الحاسوب ما زالت بعض الدول تستخدم المعداد في تعليم الحساب للأطفال، والأشخاص الذين لا يستطيعون استخدام آلة حاسبة بسبب ضعف البصر كما يستخدمه أيضا التجار وكتاب في أنحاء أوروبا الشرقية، روسيا، الصين وأفريقيا.

## أصل الكلمة
تستخدم اللغة العربية كلمة المعداد لهذه الآلة وأطلها من المصدر ع د د، وقد اشتقت على وزن اسم الآلة مفعال؛ في المقابل تستعمل أغلب اللغات التي لم تعرف اسمًا لهذه الأداة تسمية (abacus) إلى عام 1387 بعد الميلاد، عندما إقتبس عمل إنجليزية وسطى الكلمة اللاتينية (ἄβαξ abax، والتي تعني «الشيء بدون قاعدة أي قطعة من اللوح مستطيلة الشكل») لوصف المعداد الرملي. وبدلا من ذلك، وبدون الإشارة إلى النصوص القديمة حول معنى الكلمة إلى «لوحة مربعة ملئية بالغبار» أو «لوح الرسم المغطى بالغبار (لتدريس الحساب)».

## التاريخ

### بلاد ما بين النهرين
شهدت الفترة ما بين عام 2700 و 2300 قبل الميلاد ظهور أول معداد سومري، الذي كان عبارة عن جدول من الأعمدة المتعاقبة المناسبة للنظام الستيني لديهم.
يشير بعض العلماء إلى أن الأعداد الموجودة في الكتابة المسمارية البابلية قد تكون نتيجة استخدام المعداد. وهو ما يعتقده العلماء البابليين من أمثال كاروتشيو الذي أقر بأن البابليون قد استخدموا المعداد في عمليات الجمع والطرح فقط لأن الجهاز البدائي يصعب استخدامه في العمليات الأكثر تعقيدا.

### المصريين
ذكر المؤرخ اليوناني هيرودوت استخدام المصريين القدامى للمعداد، لكن بطريقتهم الخاصة فعلى عكس اليونان الذين كانوا يحركون الحصى من اليسار إلى اليمين، كان المصريون يحركون الحصى من اليمين إلى اليسار. على الرغم من عثور علماء الآثار على أقراص بأحجام مختلفة يعتقد أنها كانت تستخدم كمعدادات، لم يتم اكتشاف أي صور لهذة الألة على جدران المعابد أو البيوت.

### الفرس
بدأ الفرس باستخدام المعداد في حكم الإمبراطورية الأخمينية، حوالي 600 عام قبل الميلاد. ومع تركيز العلماء في ظل الإمبراطوريات الفرثية والإمبراطورية الساسانية والإيرانية على تبادل المعرفة والاختراعات مع الدول المحيطة بهم كالهند والصين والإمبراطورية الرومانية، تم تصديرها للخارج.

### اليونان

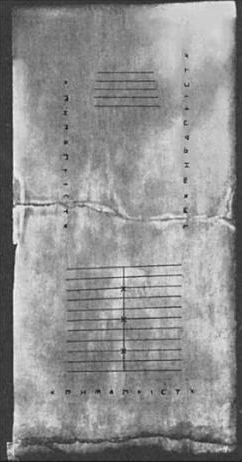
صورة مبكرة للوحة معداد في جزيرة سالاميس باليونان أخذت عام 1899، المعداد موجود في متحف الوطني لدراسة النقوش بأثينا.

يرجع تاريخ أقدم دليل على استخدام اليونانيون للمعداد إلى القرن الخامس قبل الميلاد. كما تحدث ديموستيني (384 قبل الميلاد - 322 قبل الميلاد) عن أهمية استخدام الحصى لإجراء العمليات الحسابية التي يصعب القيام بها في العقل. ذكرت مسرحية لألكسيس من القرن الرابع قبل الميلاد استخدام المعداد والحصى في العمليات التجارية. ذكر أيضا كلا من الفيلسوف ديوجانس الكلبي والمؤرخ والسياسي بوليبيوس استخدام اليونانيون للمعداد. تكون المعداد اليوناني من طاولة من الخشب أو الرخام يتم ضبطها مسبقا ويوضع بها عدادات صغيرة من الخشب أو المعدن وحبات الفاصوليا أو الحجارة لإجراء العمليات الحسابية البسيطة والأكثر تعقيدا.
تم استخدام المعداد اليوناني في الإمبراطورية الأخمينية، والحضارة الأترورية، وروما القديمة حتى الثورة الفرنسية وبداية العالم الجديد.
في عام 1846، تم العثور على لوحة معداد في جزيرة سالاميس باليونان يرجع تاريخها إلى عام 300 قبل الميلاد، لتكون هي أقدم لوحة معداد تم اكتشافها حتى الآن. اللوحة عبارة عن لوح من الرخام الأبيض يبلغ طوله 149 سم (59 بوصة)، وعرضه 75 سم (30 بوصة) وسمكه 4.5 سم (2 بوصة) وتوجد به 5 مجموعات من العلامات.

### الصين

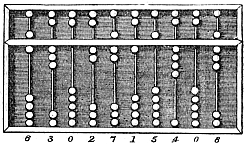
المعداد الصيني، يظهر في الصورة الرقم التالي (6,302,715,408)

يرجع أقدم توثيق مكتوب عن المعداد الصيني إلى القرن الثاني قبل الميلاد.
يبلغ طول المعداد الصيني «سوان بان» (صينية العد) حوالي 20 سم (8 بوصة)، بينما العرض مختلف على حسب نوع المستخدم وسبب الاستخدام. في العادة يتكون المعداد من أكثر من سبعة قضبان. يوجد على كل قضيب خرزتان في الجزء العلوي وخمس خرزات في الجزء السفلي. عادة ما تكون هذة الخرزات مدورة ومصنوعة من الخشب الصلب ولها حرية الحركة لأعلى ولأسفل لإجراء العمليات الحسابية.
يمكن استخدام المعداد في تعليم الأطفال العمليات الحسابية الأكثر تعقيدا من الجمع والطرح كالضرب والقسمة وإيجاد الجذر التربيعي والتكعيبي بسرعة عالية.
تمت الإشارة على استخدام المعداد الصيني في لوحة الممر الطويل للنهر خلال مهرجان تشينغمينغ التي رسمها الفنان تشانغ زيدوان خلال عهد أسرة سونغ (960–1297)، حيث يرى المعداد بوضوح بجوار كتاب حساب ووصفات طبية لعطار.
حاول البعض باستدلال التشابة الكبير بين المعداد الروماني والصيني إلى استنتاج وجود علاقات تجارية بين الإمبراطورية الرومانية والصينية، على الرغم من عدم وجود أي دليل قاطع على حدوث أي اتصال مباشر، بينما يقر البعض أن التشابه الكبير بينهم من قبيل الصدفة فقط، يعتمد كلاهما على استخدام أصابع اليد الخمس في كل يد. يحتوي الطراز الروماني (مثل أغلب الأنماط الكورية واليابانية) على 4 حبات زائد حبة في كل خانة عشرية، بينما يحتوي النمط الصيني القياسي على 5 حبات زائد حبتان (وهذا ما يتيح استخدامه في نظام الأرقام السداسي العشري، المستخدم لقياس الوزن الصيني التقليدي). بدلا من استخدام الأسلاك كما في الأنماط الصينية والكورية واليابانية، فإن النمط اليوناني يعمل في أخاديد مما يجعل العمليات الحسابية أبطأ بكثير.
مصدر آخر محتمل للسوان بان هي قضبان العد الصيني، التي تعمل بنظام العد العشري لكنه مفتقر لمفهوم الصفر. يعتقد البعض أن الصفر قد جاء إلى الصين في عصر أسرة تانغ (618-907) عندما سافر في المحيط الهندي والشرق الأوسط وتواصل مع علماء الرياضيات والتجار الهنود.

### الرومان

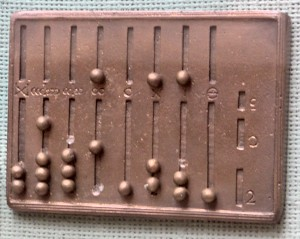
نسخة للمعداد الروماني

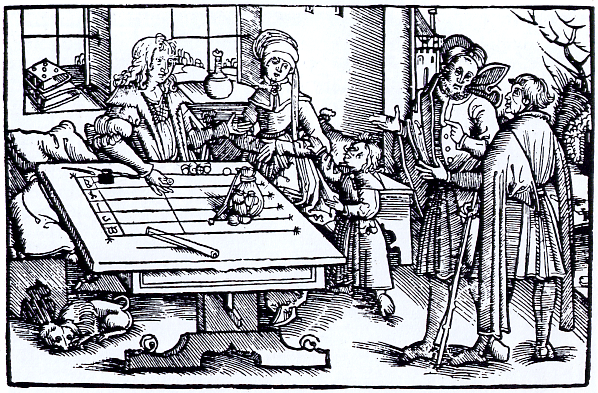
لوحة عد.

كانت الطريقة التقليدية للحساب في روما القديمة، كما كان الحال في اليونان، هي عن طريق تحريك العدادات على طاولة ناعمة، غالبا ما كان يستخدم الحصى كعدادات. في وقت لاحق، في أوروبا أثناء العصور الوسطى، تمت صياغة الكسور، الخطوط المحددة التي تشير إلى وحدات، الخموس، العشرات كما هو الحال في نظام الأرقام الرومانية. استمر هذا النظام حتى أواخر الإمبراطورية الرومانية ثم بدأ يختفي تدريجيا ماعدا الفترة التي أدخل البابا سيلفستر الثاني بعض التعديلات على المعداد في القرن الحادي عشر، حيث أصبح هذا المعداد يستخدم الحبوب على الأسلاك ليكون أسرع وأسهل في الاستخدام.
كتب هوراس في القرن الاول قبل الميلاد عن المعداد الشمعي، لوح مغطى بطبقة رقيقة من الشمع الأسود تم نقش الأعمدة والأشكال عليه باستخدام قلم.
يوجد دليل على استخدام الرومان المعداد موضوع في إعادة البناء والترميم يعود إلى القرن الأول الميلادي، يمتلك المعداد 8 أخاديد طويلة تحتوي الواحدة منها على 5 حبات، غير ثمان أخاديد أقصر طولا بها إما حبة واحدة أو فارغة تماما. الأخاديد مقسمة بحيث توجد أخاديد لخانه الآحاد وأخاديد للعشرات.

### الهند
لقد حل نظام العد العشري الهندي محل نظام العد في أوروبا الغربية.
بحلول القرن الخامس، كان الكتبة الهنود يحاولون إيجاد طرقا جديدة لتسجيل محتويات المعداد حتى استخدم الهندوس الرقم صفر للإشارة إلى العمود الفارغ الموجود على المعداد.

### اليابان

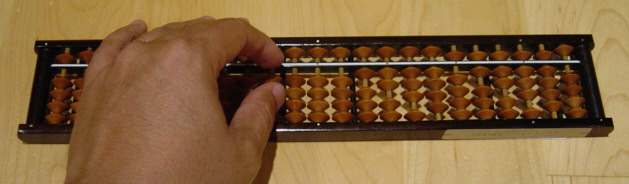
المعداد الياباني «السوروبان».

يطلق على المعداد في الثقافة اليابانية «السوروبان» (算盤, そろばん، صينية العد)، فهو جهاز دخيل على الثقافة اليابانية جاء من الصين في القرن الرابع عشر حيث بدأت طبقة العمال من التجار ومعلمين الرياضيات بإستخدامه لقرن أو أكثر قبل أن تبدأ الطبقة الحاكمة باستخدامه وتحرم على الطبقات الأدنى شأنا استخدامه. ظهر معداد 1/4 المناسب للحسابات العشرية حوالي عام 1930 وانتشر سريعا بعد تخلي اليابانيون عن حساب الوزن السداسي العشري والذي كان آنذاك شائعا في جارتها الصين.
لا يزال تصنيع المعدادات منتشرا في اليابان على الرغم من التطور التكنولوجي الهائل لديها والعديد من مصانع الآلات الحاسبة الإلكترونية للجيب الأصغر حجما والأسرع في حل المسائل الحسابية. وحتى الآن تستخدم المعدادات في المدارس الابتدائية اليابانية في تعليم الرياضيات والعمليات الحسابية البسيطة والأكثر تعقيدا.

### الكورية
مثلما انتقل المعداد الصيني إلى اليابان، إنتقل أيضا إلى كوريا حوالي عام 1400 ميلادي. يطلق عليه الكوريين اسم جوبان (주판)، أو سوبان (수판) أو جوسان (주산).

### روسيا

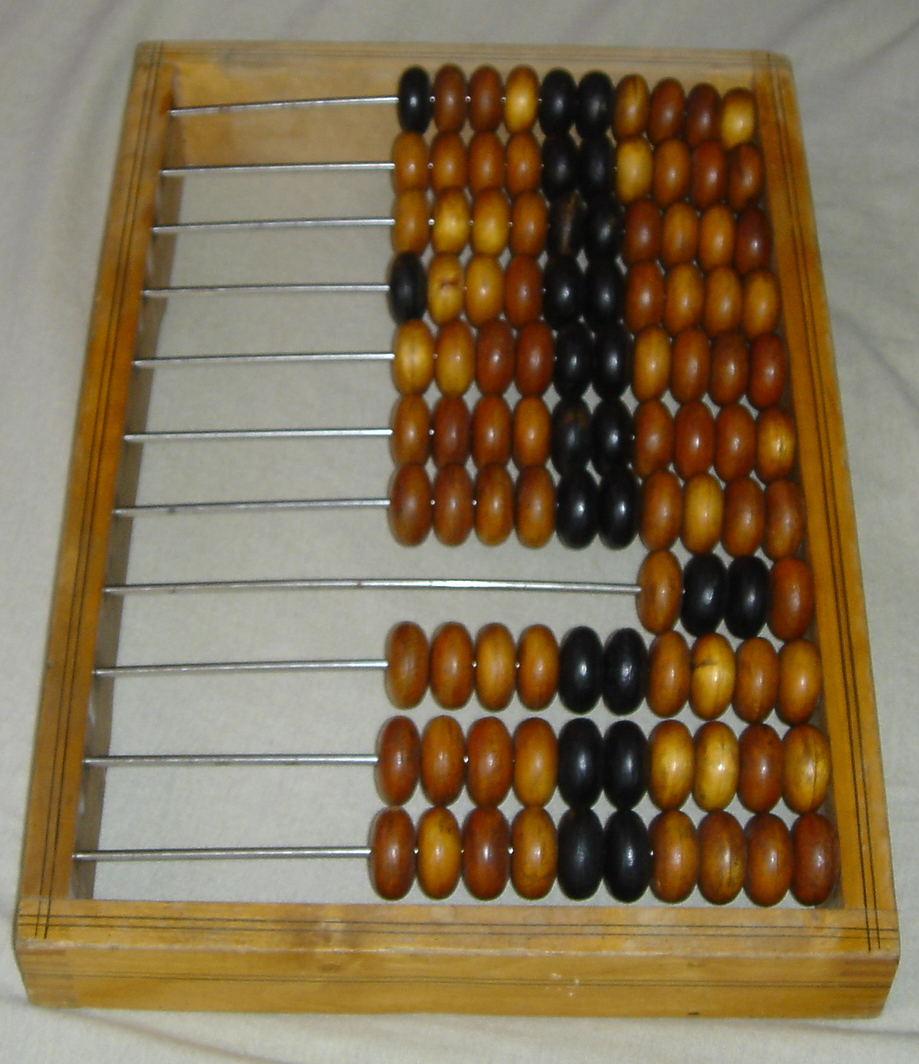
المعداد الروسي

## التعليم

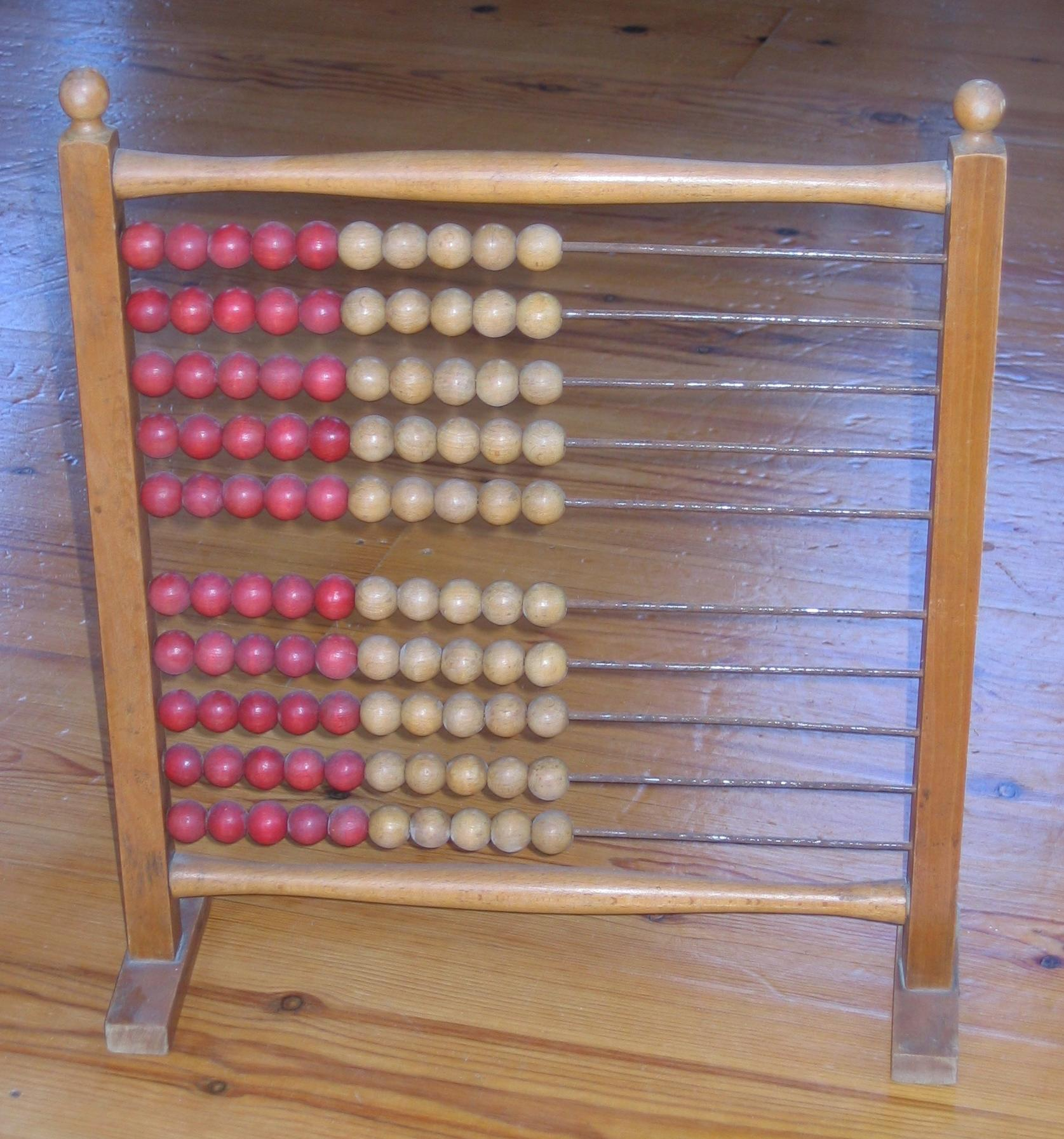
معداد من القرن العشرين يستخدم في مدرسة ابتدائية دنماركية لتعليم الحساب.

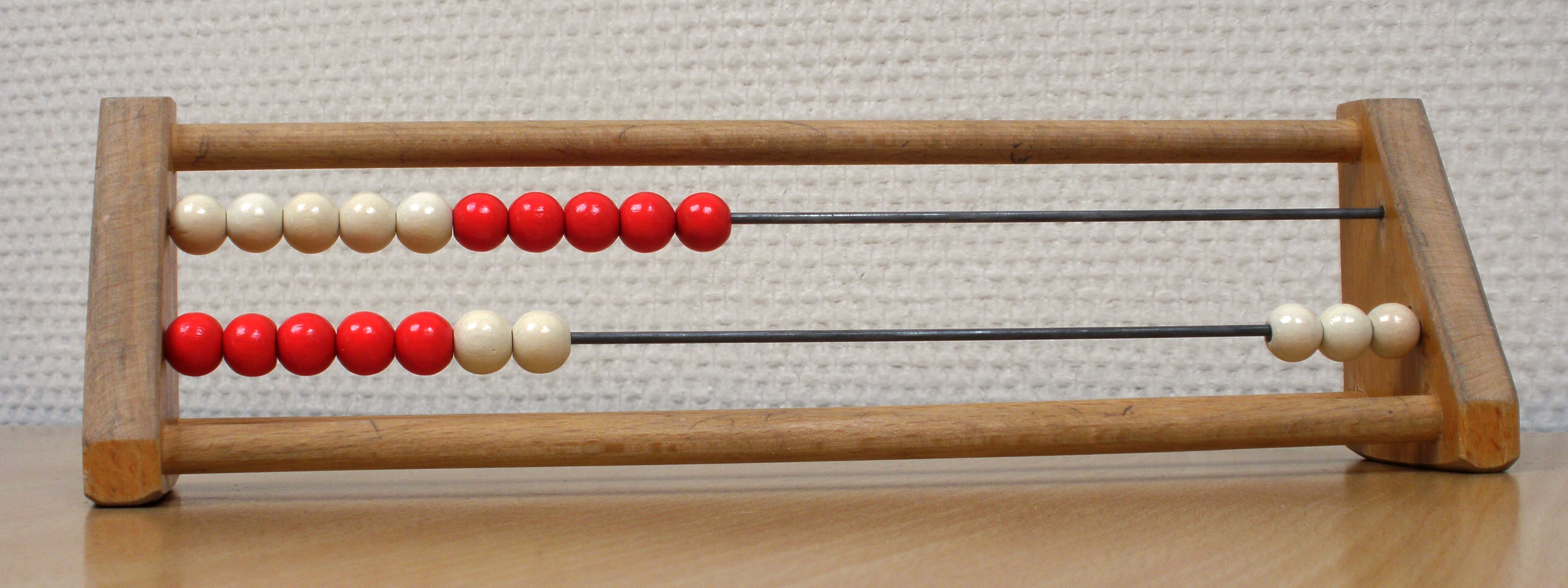
المعداد ذو العشرون حبة

## الاستخدام من قبل المكفوفين
يستخدم من قبل المكفوفين عن طريق انزلاق الدوائر وحساب الأرقام عن طريق لمسها فقط دون رؤيتها وهو أفضل نظام لتعليم الحساب للمكفوفين فاقدوى نعمه البصر منا انه يتيح تخيل الأرقام وتدور في ألمخ كما انه كان يستخدم على زمن بعيد بواسطة الفراعنة وقدماء المصريين لحساب الأرقام لانه لم يكن يوجد التكنولوجيا الحاليّه التي تتيح حساب الأرقام دون جهد مثل الآلى الحاسبى التي يضغطه واحده يمكنك أنل تحسب كما تشاء مت الأرقام وذلك بان علم الرياضيات واسع جدًا ويجب علينا مراعاته المكفوفين لأنهم يعتبرون جزء مت المجتمع فالطريقة الأشهر خاليًا لتعليمهم هي طريفة برايل فهى عبارة عن رموز للأرقام الحسابيه والحروف الهجائية والعلامات الموسيقيه وقد اخترع هذه ألطريقه العالم الفرنسي (لويس برايل) الذي فقد بصره في الثالثه من عمره عندماً كان يلعب بسنارتين حادثه في محل ابيه صانع السروج فانزلقا قدمافأصاب المسمارين عينيه فخبا النور منهما فجزعت القرية كلها لهذا الحدث الاليم فبدا لويس يتعلم طريقه القراءة والكتابة لوز طريقه الخروف البارزه التوزكانت معروفه في ذلك الوقت ولكنها لم تشبع رغبته لان كتابه قصه صغيره كانت تستغرق عده مجلدات فبدا باختراع طريقته الشهيرة التي مأخوذ جذورها من فكره احذر الضباط الفرنسيين عن طريق احداث ثقوب في الورقً المقوى وعلامات بذلك كان يتمكن الضباط الفرنسيين من قراءه رسائلهم في الظلام حقًّا (الحاجة ام الاختراع)وذلك لانه فقد بصره كما انه تحلى بكثير من الأمل عندما أعرضت عنها الأكاديمية فعلنها لتلاميذه الذين مارسوا العمل بها في أوقات فراغهم
وفي حفل حضره كبار القوم عزفت تلميذه برايل على البيانو بيراعه فصفق لها الجمهور فقالت لهم ((ان تحيتكم يجب ان لا توجه إلى شخصى ال ضعيف أفنى زهره عمره في سبيلنا نحن الذين فقدنا نعمه البصر)) فاقبل إلى لويس تلاميذه يزفون اليه الخبر وكان في أعقاب عله فبكى من الفرحة ((سأموت وانا مطمئِن ان جهودى لن تموت معى)).
فأقبل العلماء في الجامعات عبى الاستفادة من طريقه برايل وتقرير تعميمها في الجامعات وهكذا انتشرت طريقه برايل.
ولقيم لبرايل تمثال له في قريته يعينان تفيضان بالدموع رحمه وشفقه

## المعداد الثنائي

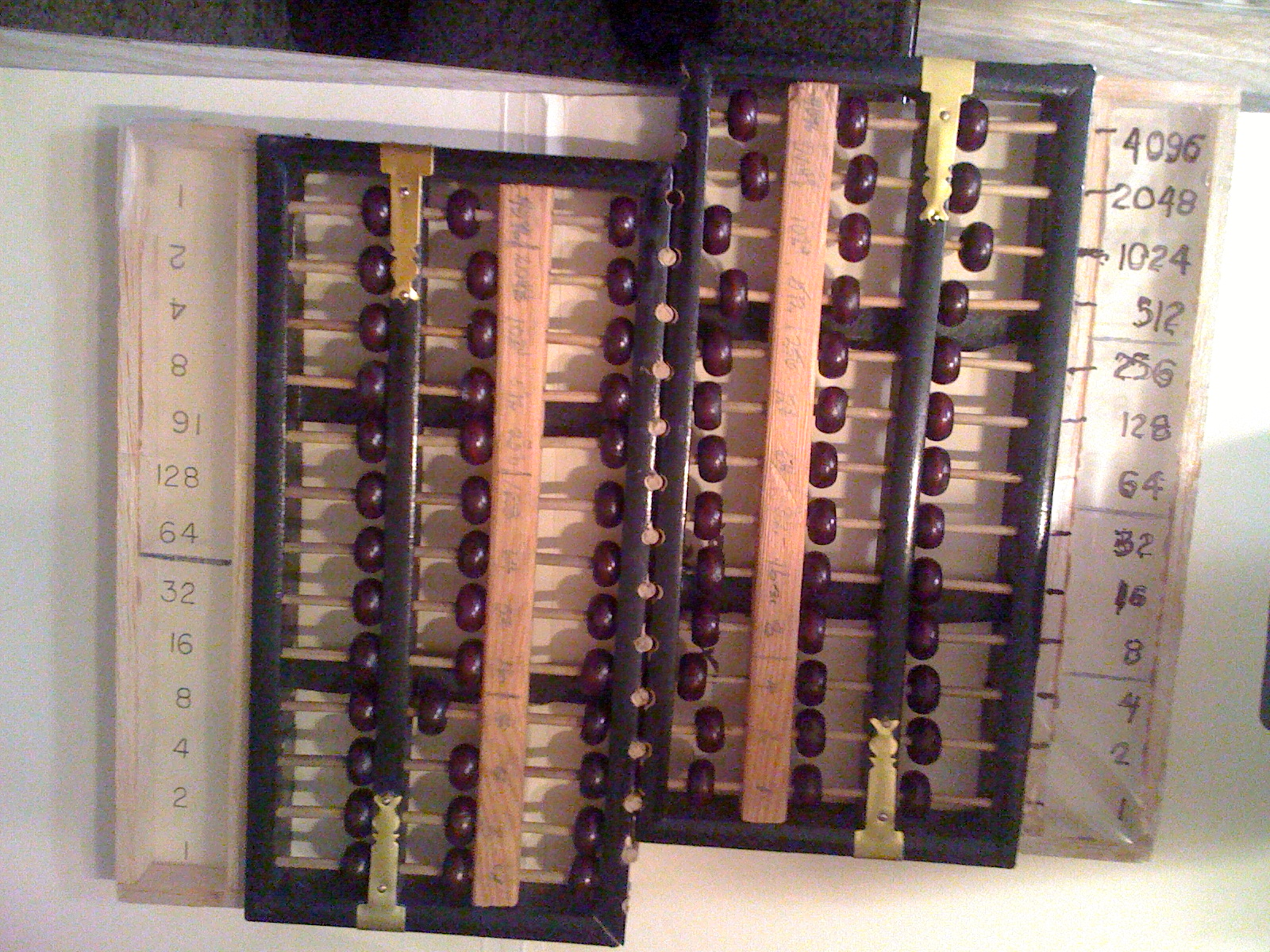
معداد ثنائي من تصميم الدكتور روبرت جود الإبن، مصنوع من معدادين صينيين

## وصلات خارجية
- نبذة عن المعداد- على اليوتيوب.
- الدرس الثاني: طريقة الحساب بالمعداد دورة سوروبان- على اليوتيوب.
- طالبة هندية تستخدم المعداد باحترافية- على اليوتيوب.